# Bataille de Heilbronn
Pour les articles homonymes, voir Heilbronn.
Campagne d'Allemagne,
Seconde Guerre mondiale
Batailles
Campagne d'Allemagne de 1945
- Blackcock
- Veritable
- Blockbuster
- Grenade
- Lumberjack
  - Remagen
- Undertone
- Traversée du Rhin
- Varsity
- Poche de la Ruhr
- Francfort
- Wurtzbourg
- Cassel
- Heilbronn
- Friesoythe
- Nuremberg
- Hambourg
- Amherst
- Archway
- Château d'Itter

Front d’Europe de l’Ouest
Front d’Europe de l’Est
Campagnes d'Afrique, du Moyen-Orient et de Méditerranée
Bataille de l’Atlantique
Guerre du Pacifique
Guerre sino-japonaise
La bataille de Heilbronn est un épisode de la campagne d'Allemagne de 1945 pendant la Seconde Guerre mondiale livrée dans la ville de Heilbronn, une ville située sur le Neckar entre Stuttgart et Heidelberg, du 4 au 12 avril 1945 entre les forces américaines et ce qui restait du 13e corps d'armée de la Wehrmacht. Après plusieurs jours de combats maison par maison, les troupes de la 100e division d'infanterie prennent le contrôle de la ville et le 6e corps américain poursuit sa progression dans le sud-est de l'Allemagne.

## Situation allemande

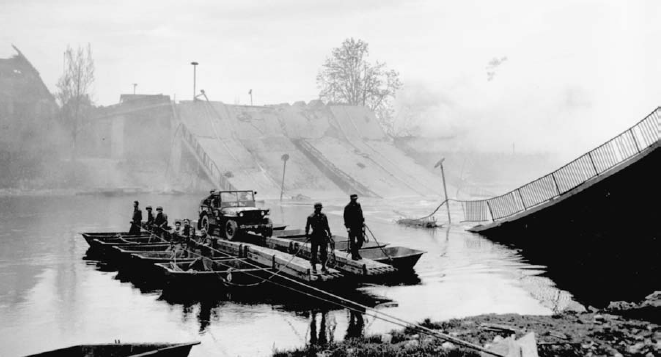
Soldats du génie américains à Heilbronn, avril 1945.

Malgré la fin imminente de la guerre et la chute inéluctable du Troisième Reich, Heilbronn est un foyer de résistance et ses défenseurs, composés de troupes régulières allemandes (dont des Panzergrenadiers) et d'auxiliaires du parti nazi (principalement des Jeunesses hitlériennes et de la Volkssturm), se montrent déterminés à poursuivre le combat.

## Déroulement de la bataille

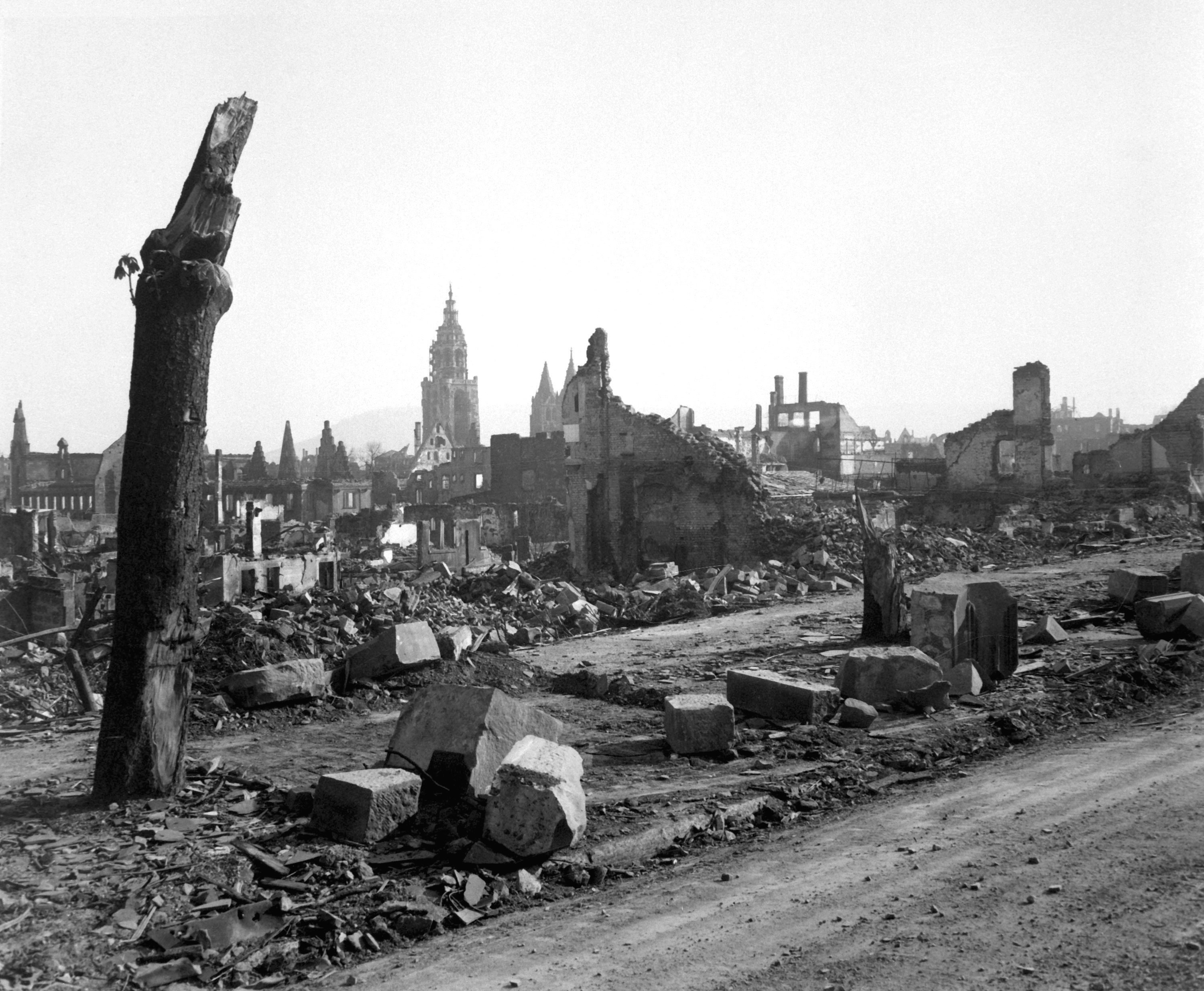
Heilbronn en ruines, 1945.

La ville est au préalable bombardée par l'US Air Force avant l'assaut terrestre.
Les Américains établissent une tête de pont au nord après avoir débarqué par bateau et leur artillerie fait feu sur les positions allemandes. La majeure partie de Heilbronn tombe aux mains des Américains le 9 avril mais des poches de résistance allemandes continuent le combat jusqu'au 12 avril. La ville capitule sous les derniers assauts de la 100e division d'infanterie du 6e corps de la 7e armée américaine. Plusieurs soldats allemands tentent de se rendre aux Alliés mais en sont empêchés par leurs officiers qui leur ordonnent de tenir leurs positions coûte que coûte.